# Верхнее Шоба
Верхнее Шоба (Верхняя Шоба; устар. Шаб-озеро) — озеро на территории Юшкозерского сельского поселения Калевальского района Республики Карелии.

## Общие сведения
Площадь озера — 1,7 км², площадь водосборного бассейна — 39,4 км². Располагается на высоте 136,5 метров над уровнем моря.
Форма озера продолговатая: оно вытянуто более чем на пять километров с северо-запада на юго-восток. Берега каменисто-песчаные, местами заболоченные.
Через озеро протекает река Шоба, впадающая в озеро Кулянъярви, через которое протекает река Кемь.
В озере расположено не менее четырёх безымянных островов различной площади.
Код объекта в государственном водном реестре — 02020000911102000005780.